# تاكمادرت
تاكمادرت (أو تاكومدرت أو تاكمادارت أو تيكامدت) هي مدينة تاريخية على وادي درعة في المغرب وهي منشأ وأصل أعضاء سلالة السعديين.

## الموقع
على الرغم من أن المدينة مذكورة في معظم الخرائط الأوروبية القديمة إلا أن هناك بعض الشكوك حول موقعها بالضبط. وبحسب شارل دي فوكو فإن موقعها مطابق حاليا لفيزواتا وهي المنطقة الواقعة مباشرة شمال كتاوا بما في ذلك قرية تمكروت. ويوجد أيضا وصف للمدينة من قبل المسافر مارمول من القرن السابع عشر والذي أشار إليها كمقاطعة ومدينة.

## التاريخ
تأسست المدينة عام 1550 على يد محمد الشيخ وقد تم تدميرها في عهد مولاي سليمان (1792-1822) من طرف قبائل آيت عطا كما كان حال سجلماسة سنة 1818 وقد تكون قرية أمزرو الحالية على أنقاضها. وما تزال هناك قنواة للري تحمل نفس اسم المدينة ولكن ولسوء الحظ لا توجد سجلات أثرية أو مصادر لاستخلاص استنتاجات حول الموقع.

## السعديين
أسس السعدييون المدينة وكان أول سلاطينهم محمد الشيخ يدعى «الدرعاوي التاكمادرتي». كما نقش بعض أعضاء السلالة على قبورهم اسم المدينة كمكان ميلادهم.